# 슈그 나이트

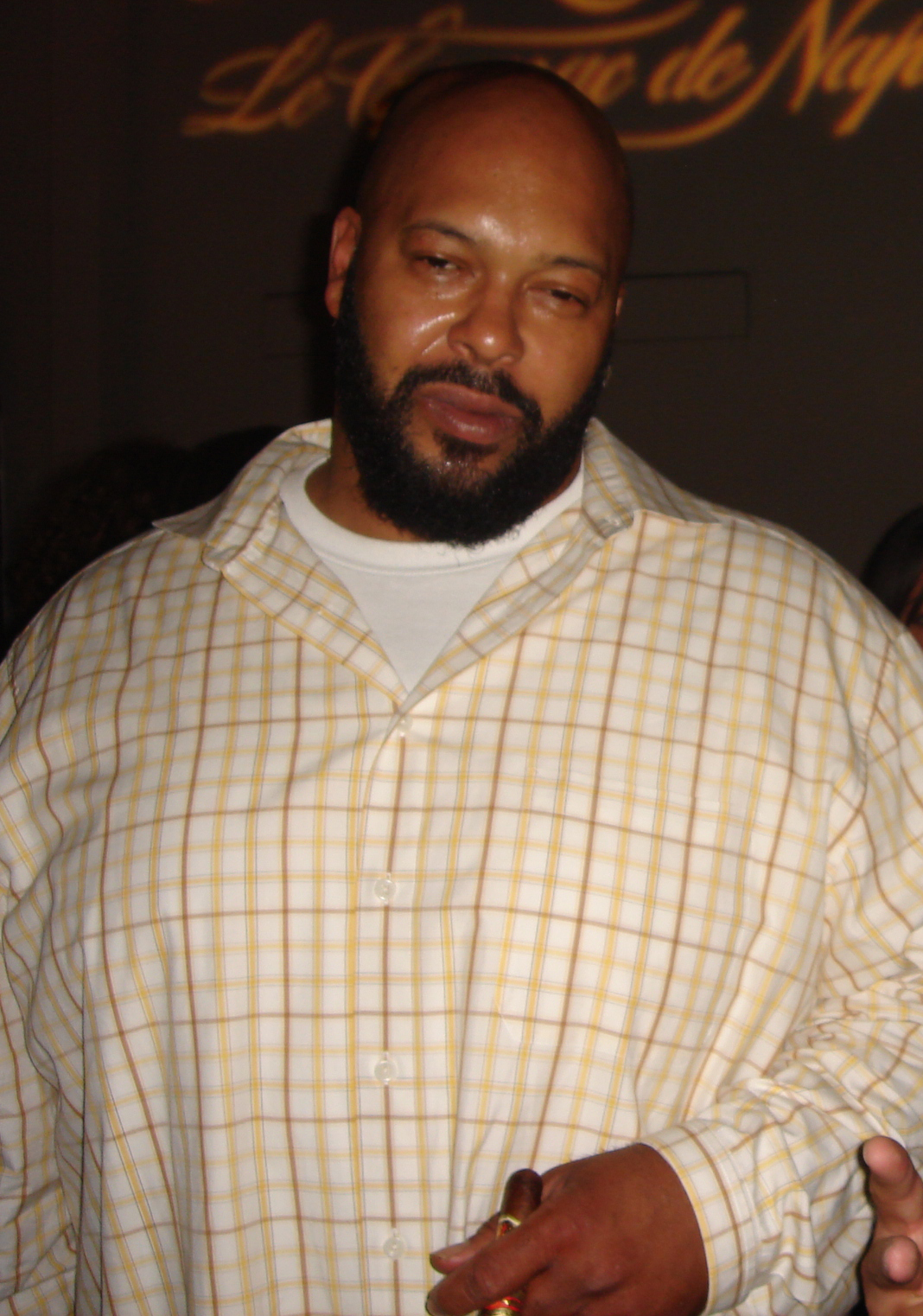

매리언 휴 나이트 주니어(Marion Hugh Knight, Jr., 1965년 4월 19일 ~ )는 슈그 나이트(Suge Knight)라는 이름으로 잘 알려진 미국의 사업가로, 힙합 레이블 데스 로 레코드의 설립자이자 CEO이다.